# Ойнас, Янне
Янне Эрик Ойнас (фин. Janne Erik Oinas; 27 ноября 1973, Турку) — финский футболист, левый защитник. Выступал за сборную Финляндии.

## Биография
Начинал играть на взрослом уровне в Турку в системе клуба ТПС. В 1992 году выступал в третьем дивизионе Финляндии за «ТуПа», а с 1993 года стал регулярно играть за основную команду ТПС в высшем дивизионе. В 1994 году стал обладателем Кубка Финляндии и в июле 1995 года сыграл один матч в Кубке обладателей кубков. Часть сезона 1995 года провел в клубе высшего дивизиона Швеции «Эребру». Вернувшись в ТПС, в 1996 году стал третьим призёром чемпионата Финляндии.
В весенней части сезона 1996/97 выступал в чемпионате Эстонии за «Лелле СК». Осенью 1997 года играл за один из сильнейших клубов Эстонии — таллинскую «Флору», а весной 1998 года играл в переходном турнире между высшей и первой лигами за таллинский «Валль». За «Флору» провёл 2 матча в Кубке УЕФА. Осенью 1998 года выступал за клуб второго дивизиона Норвегии «Хьельсос» из пригорода Осло, стал третьим призёром турнира.
С 1999 года в течение шести сезонов снова играл в Турку, но уже за другой клуб высшего дивизиона — «Интер», провёл более 100 матчей. Лучшим результатом в этот период стало четвёртое место в сезоне 2004 года. В 2005 году перешёл в клуб третьего дивизиона Финляндии «КааПо» (Каарина), по окончании сезона завершил карьеру.
Всего сыграл в высшем дивизионе Финляндии 204 матча и забил 6 голов, в высшем дивизионе Эстонии — 19 матчей и 1 гол, в высшем дивизионе Швеции — 4 матча и 1 гол.
Регулярно играл за сборные Финляндии младших возрастов.
В феврале 1998 года сыграл 2 матча за сборную Финляндии в рамках международного турнира на Кипре — против сборных Кипра и Словакии.

## Достижения
- Обладатель Кубка Финляндии: 1994
- Бронзовый призёр чемпионата Финляндии: 1996